# Ementaler
Ser ementalski, ementaler (emmentaler) – rodzaj szwajcarskiego sera, który jest produkowany z krowiego mleka. Ser ten jest zaliczany do serów twardych, podpuszczkowych oraz dojrzewających. Ser ementalski ma smak łagodny oraz słodko-orzechowy. 
Ementaler w przekroju ma widoczne duże dziury. Zawiera ok. 45% tłuszczu w suchej masie.
Nazwa pochodzi od Emmental, doliny rzeki Emme w kantonie berneńskim w Szwajcarii.
Oficjalna data powstania – rok 1293.

## Wartość odżywcza
Ser ten zawiera duże ilości sodu, wapnia, fosforu, cynku i jodu. Z witamin na uwagę zasługuje wysoka zawartość witaminy A i B12. W 100 g sera znajduje się 0,26 mg retinolu i 0,223 mg β-karotenu. 
| Kwasy tłuszczowe (w 100 g) |
| Nasycone |
| --- |
| - kwas masłowy – 0,9 g - kwas kapronowy – 0,56 g - kwas kaprylowy – 0,33 g - kwas kaprynowy – 0,78 g - kwas laurynowy – 0,98 g - kwas mirystynowy – 3,15 g - kwas pentadekanowy – 0,31 g - kwas palmitynowy – 7,3 g - kwas heptadekanowy – 0,28 g - kwas stearynowy – 3,15 g |
| Jednonienasycone |
| - kwas mirystoleinowy – 0,40 g - kwas petadekenowy – 0,19 g - kwas palmitoleinowy – 0,75 g - kwas heptadekenowy – 0,31 g - kwas oleinowy – 7,80 g |

| Aminokwasy (w 100 g) |
| --- |
| - Izoleucyna – 1,289 g - Leucyna – 2,350 g - Lizyna – 2,120 g - Metionina – 0,675 g - Cystyna – 0,160 g - Fenyloalanina – 1,433 g - Tyrozyna – 1,568 g - Treonina – 1,068 g - Tryptofan – 0,418 g - Walina – 1,832 g - Arginina – 0,914 g - Histydyna – 0,773 g - Alanina – 0,831 g - Kwas asparaginowy – 1,915 g - Kwas glutaminowy – 6,377 g - Glicyna – 0,531 g - Prolina – 2,958 g - Seryna – 1,586 g |